# Macrostylis hirta
Macrostylis hirta là một loài thực vật có hoa trong họ Cửu lý hương. Loài này được E. Mey. ex Harv. & Sond. mô tả khoa học đầu tiên năm 1860.